# La regina degli Straken
La regina degli Straken è un romanzo del 2005 dello scrittore statunitense Terry Brooks. Si tratta del terzo e ultimo libro della trilogia Il Druido Supremo di Shannara, riconducibile all'opera fantasy del ciclo di Shannara.

## Trama
(Weka Dart, La Regina degli Straken)
Dopo aver ricevuto lo Scettro Nero dal Tanequil, Pen Ohmsford trova i suoi compagni Tagwen, Kermadec, suo fratello Atalan e i Troll delle Rocce ai loro ordini prigionieri dei Druidi Traunt Rowan, Pyson Wence e dei loro Gnomi. Per salvaguardare la loro incolumità, Pen decide di accettare di consegnarsi ai druidi in cambio della liberazione dei suoi amici. Mentre il ragazzo viene portato sulle navi volanti dei Druidi, Khyber Elessedil riesce a imbarcarsi clandestinamente su una di esse spacciandosi per un marinaio gnomo.
Nel frattempo, Trefen Morys e Bellizen, due Druidi ancora fedeli a Grianne Ohmsford, aiutano Bek e Rue a fuggire da Paranor. Una volta lontani dalla fortezza, Bek cade in preda ad una brutta febbre e viene raggiunto in sogno dal Re del Fiume Argento che gli rivela dell'esistenza del Moric e lo convince a cercare i compagni di Pen. La creatura di Faerie continua dicendogli che suo figlio vuole recarsi nel Divieto per salvare il vero Ard Rhys e Bek, per garantire il loro ritorno a casa, deve lavorare insieme a ciascuno degli amici di suo figlio. A quel punto, l'uomo usa la canzone magica per localizzare la compagnia e salvarla dai selvaggi Urda che assediano le rovine di Stridegate e, prima di tornare a Paranor, fa tappa a Taupo Rough per radunare l'esercito dei Troll: Kermadec ha intenzione di dare un motivo di preoccupazione ai congiurati mentre attendono il ritorno di Grianne. Giunto nella fortezza, Pen subisce un interrogatorio da parte di Traunt Rowan che intuisce i poteri dello Scettro Nero e glielo confisca per poi imprigionare il giovane nelle segrete del castello. Khyber grazie al suo travestimento, è libera di aggirarsi per Paranor, e ben presto libera Pen e insieme si dirigono alle stanze dell'Ard Rhys, dove lo Scettro Nero compie la sua magia e trasla il ragazzo nel mondo dei Jarka Ruus, mentre Khyber viene catturata e condannata a morte da Shadea a'Ru.
Sulla catena del Prekkendor, invece, infuria la guerra. Pied Sanderling, il capitano della Guardia Reale Elfica, ha radunato con successo i resti dell'esercito elfico ed è riuscito a condurre i suoi uomini sull'altopiano orientale, dove sorge un grande accampamento fortificato dei Liberi posto però sotto assedio dalla Federazione. A capo di un audace raid notturno sul campo di volo federale riesce a distruggere la Dechtera, la nave volante su cui è montata l'arma sperimentale della Federazione del Sud che aveva distrutto la flotta elfica. Previdentemente il Primo Ministro della Federazione, Sen Dunsidan, aveva commissionato la costruzione di un'altra arma che sarebbe entrata in funzione in pochi giorni; ciò nonostante egli continua a rifiutare il consiglio di Iridia Eleri, che desidera che lui attacchi Arborlon, la capitale degli Elfi. Stanco dei suoi tentennamenti, il Moric liquida Sen Dunsidan, eliminandolo nel laboratorio di Etan Orek e prendendo il suo posto a bordo della Zolomach che dirotta in direzione delle Terre dell'Ovest con l'intento di distruggere l'Eterea e permettere agli eserciti dei Demoni di invadere le Quattro Terre.
Grianne Ohmsford, nel frattempo, fugge dalla roccaforte del Signore degli Straken con l'aiuto di Weka Dart, che in cambio pretende di poterla seguire nelle Quattro Terre per ricominciare una nuova vita. Essi sono inseguiti attraverso i tunnel sotto la fortezza da un Graumth, un enorme verme carnivoro che costringe Grianne a scatenare la canzone magica. Quest'ultima, però, si manifesta come un'immensa forza distruttiva che la impaurisce ricordandole la sua vita al servizio del male nei panni della Strega di Ilse. Fuggiti da quelle catacombe, Grianne e Weka Dart sono trovati da Pen, guidato nella loro direzione dallo Scettro Nero. Pen, nella sua permanenza nel Divieto constata che la sua magia si esprime in forme ben più raffinate che nella semplice capacità di comunicazione degli animali; a seguito di diversi incontri con un drago ha capito che in lui si è risvegliato il canto magico, posseduto da suo padre e da sua zia. Insieme, Pen, Grianne e Weka Dart viaggiano fino alla catena del Drago, nel luogo in cui si può utilizzare lo Scettro Nero per tornare nelle Quattro Terre. Purtroppo, Grianne è costretta a raccontare a Weka Dart che è improbabile che lo Scettro Nero possa portarlo nel loro mondo. Così dopo avergli spiegato che il loro mondo è profondamente diverso dal suo, il piccolo Ulk Bolg decide di lasciarli e se ne va via nel cuore della notte. 
Tornati a Paranor per aiutare Grianne e Pen al loro ritorno, Bek, Rue, e Tagwen attraversano i passaggi segreti del castello, mentre Kermadec e il suo esercito di Troll assediano la fortezza. Arrivati al passaggio segreto che conduce alle camere dell'Ard Rhys, il gruppo scopre Khyber Elessedil, ferita e stanca, che era riuscita a sfuggire ai suoi boia. Bek e la ragazza scoprono che Shadea a'Ru e i suoi seguaci hanno creato una potente trappola magica, chiamata triagenel, nella camera dove Grianne e Pen sarebbero riapparsi e che li avrebbe resi inoffensivi. Mediante i poteri combinati del canto magico di Bek e delle pietre magiche di Khyber, i due riescono a indebolire l'incantesimo in modo tale che Grianne sarebbe stata in grado di liberarsi. L'Ard Rhys e il giovane tornano a Paranor e, quando il triagenel entra in azione, Grianne scatena tutta la forza della canzone magica su di esso, neutralizzandone definitivamente l'efficacia.
Grianne invia Pen, la sua famiglia e Khyber a trovare il Moric, mentre lei si confronta con Shadea, Traunt e Pyson. All'ultimo minuto Kermadec e suo fratello Atalan, corrono in aiuto dell'Ard Rhys che così riesce a sconfiggere i druidi traditori e a riprendere il controllo dell'ordine druidico. A bordo della Swift Sure, Khyber utilizza le Pietre Magiche degli Elfi per scoprire la posizione del Moric e la forma da lui assunta: in questo modo scoprono che la Zolomach è nel Tirfing e il demone ha preso le sembianze di Sen Dunsidan. Con il pretesto di una riunione diplomatica e fingendosi dei Druidi, gli Ohmsford consegnano lo Scettro Nero nelle mani del Moric che viene immediatamente traslato nel Divieto dove si ritrova faccia a faccia con il drago già incontrato da Pen. 
I Liberi, rinvigoriti dall'operazione di Pied Sanderling, sferrano un contrattacco alle forze federali che vengono cacciate finalmente dalla catena del Prekkendor portando la guerra direttamente nel profondo Sud. Grianne conclude la pace tra le due parti e si assicura che armi così devastanti non vengano mai più usate. In cambio le Quattro Terre pretendono le sue dimissioni da Ard Rhys, non potendo dimenticare il suo passato. Grianne congeda tutti i druidi e lascia la fortezza di Paranor nelle mani di Bellizen, Trefen Morys e Khyber a cui affida il compito di proteggere i popoli delle Quattro Terre. Ella, successivamente, si reca insieme a Pen a Stridegate per tentare di salvare Cinnaminson, che era stata trasformata in un'aeriade dal Tanequil. Riesce a salvarla barattando la sua esistenza con la propria: come spirito, trova finalmente la libertà e la pace.

## Personaggi
- Grianne Ohmsford
- Penderrin Ohmsford
- Bek Ohmsford
- Rue Meridian
- Kermadec
- Khyber Elessedil
- Il Moric
- Shadea a'Ru
- Traunt Rowan
- Sen Dunsidan
- Weka Dart
- Pied Sanderling

## Edizioni
- Terry Brooks, La Regina degli Straken, traduzione di Riccardo Valla, Arnoldo Mondadori, 2006,  pp. 391, cap. 31, ISBN 88-04-55853-9.